# مؤسسه آموزش عالی رنا
مؤسسهٔ آموزش عالی رنا (پشتو: پوهنتون رنا) یک دانشگاه برای آموزش عالی در افغانستان است. این دانشگاه دروسی در رشته‌های فناوری اطلاعات و مهندسی نرم‌افزار و علوم سیاسی و مدیریت کسب و کار را فراهم می‌کند.